# Monoid-Objekt
Monoid-Objekt ist in der Kategorientheorie eine Verallgemeinerung des Begriffs des Monoids.

## Definition
Es sei {\displaystyle {\mathcal {C}}} eine monoidale Kategorie mit dem Funktor {\displaystyle {-}\otimes {-}\colon {\mathcal {C}}\times {\mathcal {C}}\to {\mathcal {C}}}, dem Einheitsobjekt {\displaystyle I\in |{\mathcal {C}}|},
der natürlichen Transformation {\displaystyle \alpha } mit den Komponenten {\displaystyle \alpha _{A,B,C}\colon (A\otimes B)\otimes C\to A\otimes (B\otimes C)}, sowie den natürlichen Transformationen
{\displaystyle \lambda \colon (I\otimes {-})\to \mathrm {Id} _{\mathcal {C}}} und
{\displaystyle \rho \colon ({-}\otimes I)\to \mathrm {Id} _{\mathcal {C}}} gegeben.
Ein Monoid-Objekt ist nun ein Objekt {\displaystyle M\in |{\mathcal {C}}|} zusammen mit zwei Pfeilen {\displaystyle \eta \colon I\to M} und {\displaystyle \mu \colon M\otimes M\to M}, für die die Gleichungen
- {\displaystyle \mu \circ (\mu \otimes M)=\mu \circ (M\otimes \mu )\circ \alpha _{M,M,M}\ \colon (M\otimes M)\otimes M\to M},
- {\displaystyle \mu \circ (M\otimes \eta )=\rho _{M}\ \colon M\otimes I\to M} und
- {\displaystyle \mu \circ (\eta \otimes M)=\lambda _{M}\ \colon I\otimes M\to M}

gelten.

## Beispiele
- Monoide sind Monoidobjekte in der Kategorie der Mengen, welche mit dem kartesischen Produkt monoidal ist.
- Gruppenobjekte sind Monoidobjekte.
- In der Kategorie der Monoide (monoidal durch direkte Produkte) sind Monoid-Objekte kommutative Monoide.
- Ist {\displaystyle {\mathcal {C}}} eine beliebige Kategorie, so ist die Funktorkategorie {\displaystyle {\mathcal {C}}^{\mathcal {C}}} mit der Funktorkomposition monoidal. Monoid-Objekte in {\displaystyle {\mathcal {C}}^{\mathcal {C}}} sind Monaden.